# アラジン (パチスロ)
『アラジン』は、1989年にニイガタ電子精機（当時はサミーの関連会社、現在は山佐系列）が開発・販売したパチスロ機。「アラジンチャンス」と呼ばれる集中役を搭載していた2号機である。

## アラジンチャンス
通称「アラチャン」。通常はあまり出ないシングルボーナス（筐体には"MINI BONUS"と表記されていた）が高確率で揃う。毎ゲーム1/753で行っているパンク抽選、または毎ゲーム1/409.6で行っているビッグボーナス抽選に当選するまで継続する。レギュラーボーナスが揃ってもパンクせずに継続する。

## 単チェリー
左リールにチェリーが出現して中右でチェリーがテンパイしていない目（単チェリー）が高頻度に出現した場合、高確率でボーナス（シングルボーナスを含む）もしくはアラジンチャンスが成立している。変則押しなどで意図的にシングルボーナスを取りこぼす（揃えるまでは持ち越される）ことで、簡単に単チェリーの頻度を上げることが出来る（この間はボーナスの抽選を行っていないので損になるが、集中告知用のパトライトに誤認識させることができる）。

## ボーナス抽選確率
以下は全て7号営業版のメーカー発表値。
- ビッグ抽選確率は全設定共通1/409.6
- レギュラー抽選確率は全設定共通1/350.5

アラジンチャンス抽選確率および各設定の機械割
| 設定 | 確率     | 機械割  |
| ---- | -------- | ------- |
| 1    | 1/5957.8 | 86.0％  |
| 2    | 1/4096.0 | 88.1％  |
| 3    | 1/2978.9 | 90.3％  |
| 4    | 1/1985.9 | 94.6％  |
| 5    | 1/1008.3 | 105.4％ |
| 6    | 1/648.9  | 114.8％ |

## 5号営業版
後に5号営業（風営法で定めるところのゲームセンター）対応版が発売された。この5号営業対応版は七号転用機ではなく、筐体がアラジンIIと同じ当時の最新型筐体に変更されており、ゲーム内容も変化しているオリジナルのもので、保通協の検定も受けていない。
5号営業版におけるアラジンチャンスは規定枚数（約360 - 400枚、店舗側で変更可能）払い出しまで継続（連続性あり）し、その間はボーナスの抽選を行わない。また、ボーナスとアラジンチャンスとベース（通常時の減少率）の比率を変更でき、ほとんどボーナスが揃わないアラジンチャンスメインのゲームにすることや、ボーナスやアラジンチャンスに当選しにくい代わりにベースを高く（通常時の小役を多くして減少率を低くする）設定することもできる。なお、4号営業版（原作）では集中は告知されないが、5号営業版ではアラジンチャンス中は上部ランプの点滅で告知される（消えると終了）。
単チェリーが出現すると、数ゲームの間上部ランプが点滅して単チェリーが出現したことを告知する。

## ゲーム機
- オンラインゲームサイト『777town.net』にてプレイが可能である。